# 주디 콜린스

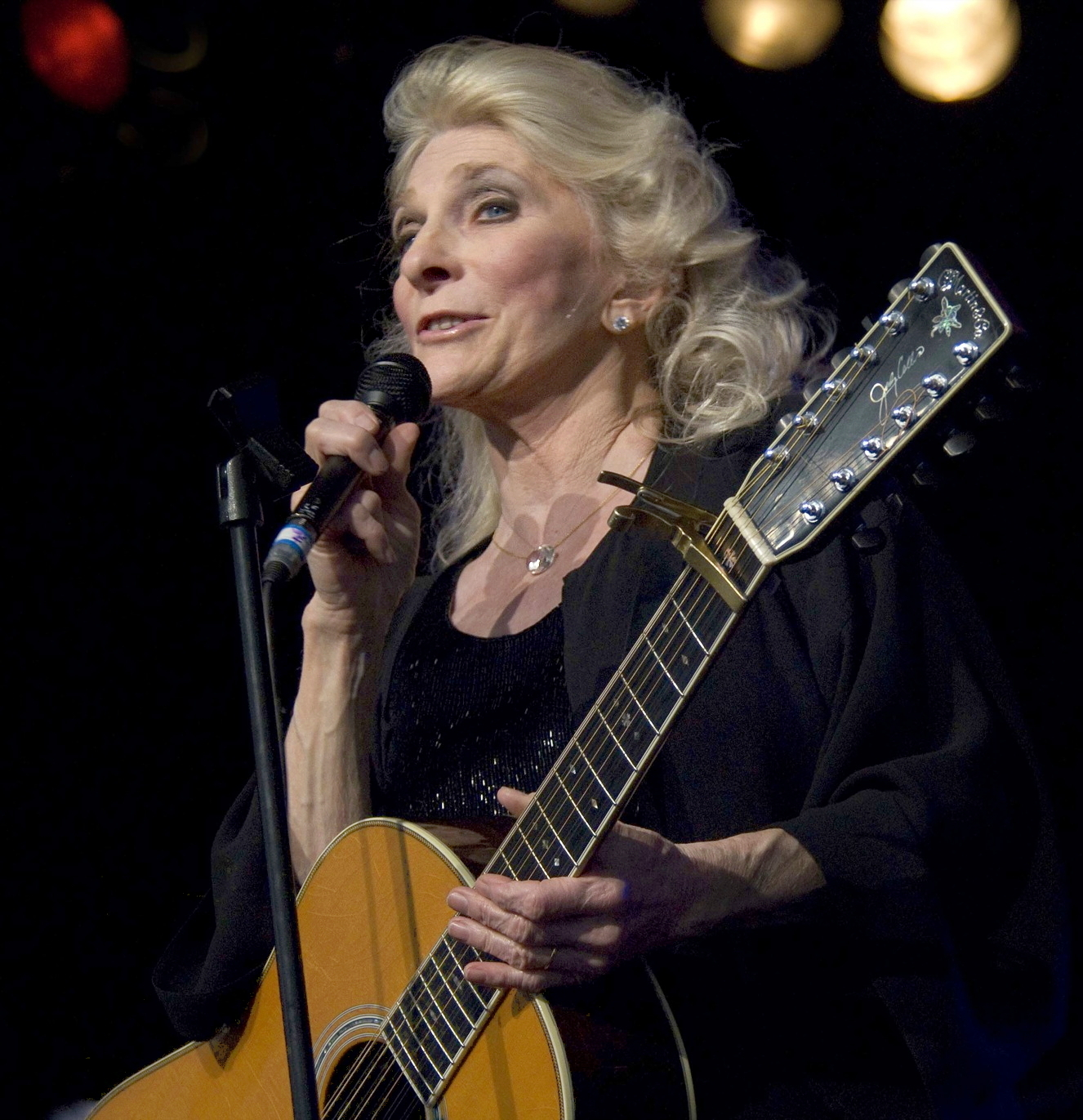
2008년 케임브리지 포크 페스티벌에서 공연 중인 콜린스

주디 콜린스(Judy Collins, 1939년 5월 1일 ~ )는 70년의 경력을 쌓은 미국의 싱어송라이터이자 음악가이다. 아카데미상 후보에 오른 다큐멘터리 감독이자 그래미 어워드를 수상한 아티스트이며 포크 음악, 컨트리 음악, 쇼 튠, 팝 음악, 로큰롤, 스탠더드 등의 음악 스타일을 사용했다. 디스코그래피로는 36개 스튜디오 음반, 9개의 라이브 앨범, 수많은 컴필레이션 음반, 21개 싱글을 냈다.

## 출연 작품
- 주니어 (영화)
- 걸스 (드라마)

## 출판
- Trust Your Heart (1987)
- Amazing Grace (1991)
- Shameless (1995)
- Singing Lessons (1998)
- Sanity and Grace: A Journey of Suicide, Survival and Strength (2003)
- The Seven T's: Finding Hope and Healing in the Wake of Tragedy (2007)
- Sweet Judy Blue Eyes: My Life in Music (2011)
- Cravings: How I Conquered Food (2017)